# Винтаж (мода)

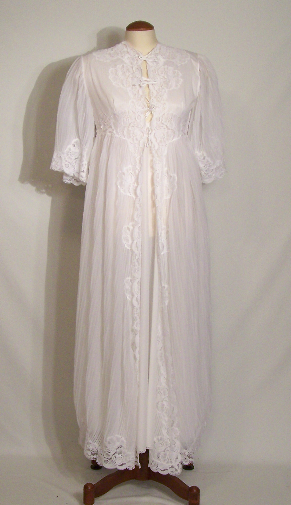
Винтажный пеньюар. 1960-е.

Винта́ж (от англ. vintage — вина определённого года [винодельческий термин]) — стилизованное направление в моде, особенно в одежде и предметах домашнего обихода, ориентирующееся на возрождение модных направлений прошлых поколений, эпох.
Также существует сеть магазинов, в том числе электронных, специализирующихся на реализации антиквариата и винтажа.

## Описание
Термин vintage принадлежал к лексикону виноделов и обозначал высококачественное вино, которое выдерживалось в идеальных условиях не один десяток лет. Под этим словом понимались невероятный вкус, эксклюзивность, и, главное, невозможность изготовления аналогов. Сегодня же под винтажем понимаются раритеты в мире моды и стиля.
Под «винтажем» в моде и дизайне обычно подразумевают оригинальную вещь предыдущего поколения (то есть не моложе 30 лет), в которой чётко просматривается «писк моды» и пик стиля времён её создания. Именно поэтому при увлечении винтажем необходимо постоянно обращаться к истории моды различных десятилетий XX века.
Несмотря на то, что спрос на винтажную одежду существовал с начала 1950-х, винтажный стиль появился, а затем вошел в моду в начале 1990-х годов. Повышенный интерес публики к этому новому направлению, ставшему сегодня частью Западной массовой культуры, был вызван во многом увлечением винтажной одеждой топ-моделей и знаменитостей, таких как Джулия Робертс, Рене Зеллвегер, Хлоя Севиньи, Татьяна Сорокко, Кейт Мосс и Дита фон Тиз. Окончательным подтверждением винтажной одежды как легитимного феномена моды стало появление Первой леди США Мишель Обамы в вечернем туалете 1950-х годов американского модельера Нормана Норэлла (Norman Norell) на рождественском концерте в Вашингтоне в декабре 2010 года.
В России признанным знатоком винтажной одежды и аксессуаров является историк моды Александр Васильев, чья коллекция насчитывает сотни предметов начиная с XVIII века и до наших дней. Васильев прививает обществу вкус и интерес к старым и старинным вещам и к собирательству, используя для этого блошиные рынки в разных странах мира.

## Критерии
Основным критерием винтажности является возраст предмета — он должен быть изготовлен от 1915 до 1950 года. Одежду, созданную в последние 15 лет, принято считать современной, старше 50 лет — антиквариатом. Некоторые модельеры и дизайнеры[кто?] винтажной именуют лишь одежду, созданную до 1960-х годов, а вещи, созданные в более ранний период, причисляют к ретро и антиквариату. Традиционно классификация винтажных вещей разделена на десятилетия.
Другим критерием причисления вещи к категории винтажа является отражение стиля, присущего определённому периоду: винтажные предметы должны выражать модные тенденции своего времени. Винтажные предметы и одежда из старых коллекций известных модельеров XX века являются предметом коллекционирования.